# Robert Sapolsky

Robert Sapolsky, 2023

Robert Maurice Sapolsky (* 6. April 1957 in Brooklyn, USA) ist ein US-amerikanischer Professor für Biologie, Neurologie und Neurochirurgie an der Stanford University.

## Leben
Sapolsky erwarb einen Bachelor of Arts an der Harvard University und einen Ph.D. in Neuroendokrinologie an der Rockefeller University. 1987 wurde er Forschungsstipendiat der Alfred P. Sloan Foundation (Sloan Research Fellow). Er ist zurzeit Hochschullehrer der Biologie, Neurologie und Neurowissenschaft und mit Sondererlaubnis ebenfalls der Neurochirurgie an der Stanford University. Zusätzlich ist er wissenschaftlicher Mitarbeiter an den National Museums of Kenya.
Sapolsky arbeitet auf den Gebieten der Neurowissenschaft, der Neurobiologie, der Biologie, der Anthropologie und in der Primatologie, die er vor allem in seinem Hauptwerk Gewalt und Mitgefühl interdisziplinär miteinander verbindet. Dabei geht es ihm vor allem um die biologischen Wurzeln unseres Verhaltens, insbesondere um das Verhältnis zwischen Aggression und ihrer Begrenzung durch moralische Verhaltensweisen: 

„Viele unserer besten Manifestationen von Moral und Mitgefühl sind nicht einfach ein Produkt der menschlichen Zivilisation, sondern haben weit tiefere und ältere Wurzeln […] Wir haben uns evolutionär nicht dahin entwickelt, »egoistisch«, »altruistisch« oder irgendetwas sonst zu sein – die Evolution hat dafür gesorgt, dass wir uns in spezifischen Situationen auf spezifische Weise verhalten […] (Wir) können Aggression nicht verstehen, ohne Furcht zu verstehen […] Unsere schlimmsten Verhaltensweisen, diejenigen, die wir verdammen und bestrafen, sind die Produkte unserer Biologie. Aber vergessen wir nicht, dass das gleiche auch für unsere besten Verhaltensweisen gilt.“

## Auszeichnungen
- 2017: Los Angeles Times Book Prize (Kategorie „Science & Technology“) für Behave: The Biology of Humans at Our Best and Worst

## Veröffentlichungen (Auswahl)

### Bücher
- Stress, the Aging Brain, and the Mechanisms of Neuron Death (MIT Press, 1992) ISBN 0-262-19320-5.
- Why Zebras Don’t Get Ulcers (1994, Holt Paperbacks/Owl 3rd Rep. Ed. 2004) ISBN 0-8050-7369-8.
  - deutsch: Warum Zebras keine Migräne kriegen. München 1998.
- The Trouble with Testosterone: And Other Essays on the Biology of the Human Predicament (Scribner, 1997) ISBN 0-684-83891-5.
- Junk Food Monkeys (Headline Publishing, 1997) ISBN 978-0-7472-7676-0.
- A Primate’s Memoir. Touchstone Books, New York 2002, ISBN 0-7432-0247-3.
- Monkeyluv: And Other Essays on Our Lives as Animals (Scribner, 2005) ISBN 0-7432-6015-5.
- Behave: The Biology of Humans at Our Best and Worst (Penguin Press, Mai 2017) ISBN 1-59420-507-8.
  - dt. Gewalt und Mitgefühl. Die Biologie des menschlichen Verhaltens. Hanser, München 2017, ISBN 978-3-446-25672-9. (2. Aufl. Piper, München 2021, ISBN 978-3-492-31836-5.)
- Determined: A Science of Life Without Free Will (Penguin Press, 2023) ISBN 978-0-525-56097-5

### Artikel
- Endocrinology al fresco: Psychoendocrine studies of wild baboons. In: Recent Progress in Hormone Research. Band 48, 1993, S. 437–459.
- als Co-Autor: Hypercortisolism associated with social isolation among wild baboons. In: Archives of General Psychiatry. Band 54, 1997, S. 1137–1143.
- The Physiology and Pathophysiology of Unhappiness. In: D. Kahneman, E. Diener, N. Schwarz (Hrsg.): Well Being: The Foundations of Hedonic Psychology. New York 2000.

### Kurse
- Being Human: Life Lessons from the Frontiers of Science, a course by the Teaching Company in 2012.[4]
- Biology and Human Behavior: The Neurological Origins of Individuality, a course by the Teaching Company in 2005.[5]
- Stress and Your Body, a course by the Teaching Company in 2010.[6]
- Stanford: Introduction to Human Behavioral Biology auf YouTube, 1. Februar 2011, abgerufen am 14. November 2024 (englisch).